# Phygadeuon dissimilis
Phygadeuon dissimilis là một loài tò vò trong họ Ichneumonidae.